# Dichotomius bosqui
Dichotomius bosqui är en skalbaggsart som beskrevs av Guido Pereira 1941. Dichotomius bosqui ingår i släktet Dichotomius och familjen bladhorningar. Inga underarter finns listade i Catalogue of Life.